# Эрман, Мартин
Мартин Эрман (нем. Martin Ehrmann, 6 ноября 1795, Брно — 19 июня 1870, Вена) — австрийский фармаколог.

## Биография
Учился во Фридеке, затем вернулся в Брно и стал работать аптекарем. В 1819 году поступил в Венский университет, где в 1824 году получил докторскую степень по химии. В 1824—1836 годах преподавал там же фармакологию, после чего перебрался в Ольмюц, получив должность профессора химии, физики и ботаники в Ольмюцском университете. В 1846 году — ректор университета. С 1866 г. на пенсии.
Соучредитель Австрийского общества аптекарей (1827), Моравского общества аптекарей (1855) и наконец Всеавстрийского общества аптекарей (1861), действовавшего на всей территории Австрийской империи. С 1825 года редактировал различные периодические издания для фармацевтов, наиболее важное из них — основанная в 1847 году Österreichische Zeitschrift für Pharmacie.
Основной труд Эрмана — «Справочник фармацевтических продуктов и препаратов» (нем. Handbuch der pharmazeutischen Waren- und Präparatenkunde), выходивший несколькими изданиями и под разными названиями в 1826—1845 годах. Опубликовал также учебник «Физика для фармацевтов» (нем. Lehrbuch der Physik für Pharmazeuten; 1832) и «Справочник по фармакогнозии» (нем. Handbuch der Pharmakognosie; 1857).